# Кларк, Аланна
Ала́нна Кла́рк (Alanna Clarke) — канадская певица из города Кокрейн (провинция Альберта). Играет на гитаре и фортепиано.
Первый демонстрационный компакт-диск под названием Kissing Booth выпустила в 2006 году.
Победитель Toast’n Jam Battle of the Bands 2007, проведённого в Канадском олимпийском парке в Калгари.
В 2008 году названа самым многообещающим исполнителем на фестивале родео «Калгари Стампид» (The Calgary Stampede).
В 2008 году выиграла соревнование в Calgary Breakfast Television Spotlight.

## Галерея

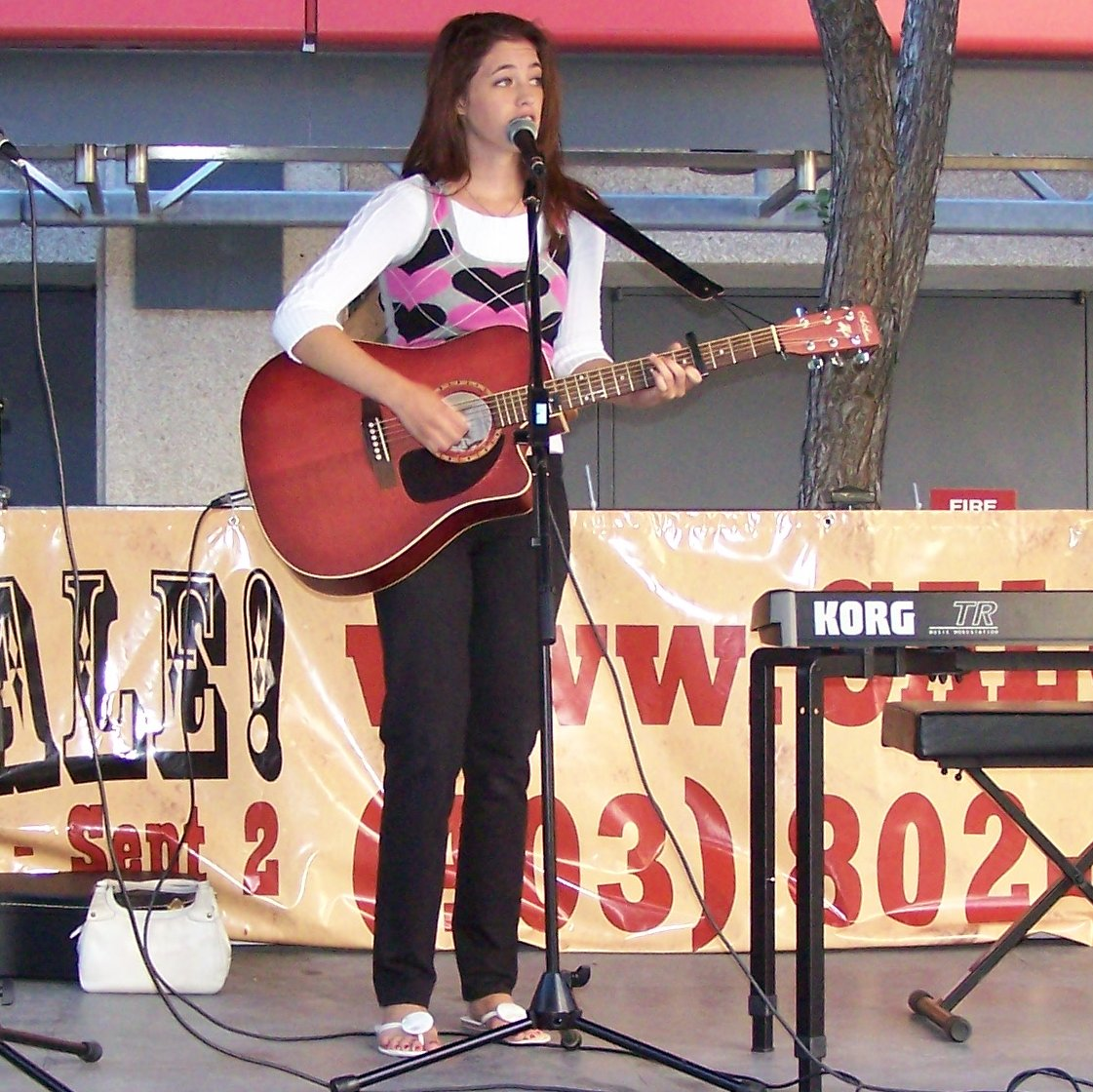
На концерте в Калгари.